# MrBeast Burger
MrBeast Burger — американская областная сеть ресторанов быстрого питания, основанная блогером MrBeast в сотрудничестве с компанией Virtual Dining Concepts. Ресторан имеет всего 1 физическую точку в торговом центре American Dream Meadowlands, Ист-Ратерфорд, Нью-Джерси. MrBeast Burger имеет виртуальные рестораны в Северной Америке, Европе, Филиппинах, ОАЭ.
Меню состоит из бургеров (Beast Style, Chandler Style, Chris Style, Karl's Deluxe), сэндвичей, картошки фри и напитков. Еду можно заказать в сервисах доставки, которую готовят в ресторанах, заключивших с сетью контракт.

## Критика

### Качество продукции
После открытия сети MrBeast Burger получил неоднозначные отзывы. Многие покупатели делились своим мнением в Twitter: одни хвалили сеть, другие жаловались на плохое обслуживание, долгое ожидание и непривлекательную презентацию. Кроме того, появились сообщения о том, что в сети продают сырые продукты. Блогеры Джош Кэрротт и Олли Кендал на своём YouTube-канале «Jolly» попробовали еду на вынос; у одного из бургеров булочка была заплесневевшая.
Одна часть покупателей хотели связаться напрямую с MrBeast и высказать свои претензии, но другая часть встала на защиту блогера, переложив вину на рестораны, выполняющие заказы. Заказы готовятся в разных ресторанах, с которым заключён контракт, и от этого может зависеть их качество. Джимми ответил на жалобы клиентов в Twitter, написав:

Я буду первым, кто признает, что мы не идеальны! Подавляющее большинство людей довольны своими заказами, но да, у некоторых возникли проблемы, и я с радостью верну им деньги и сделаю всё, что нужно, чтобы исправить ситуацию!Оригинальный текст (англ.)I’ll be the first to admit we are not perfect! An overwhelming majority of people are happy with their orders but yeah, some people had problems and I will gladly refund them and do what I have to to make it right!

### Поддержка ресторанов
Рестораны, испытывавшие трудности во время пандемии COVID-19, получили второй источник дохода благодаря контрактам с MrBeast Burger. Многим ресторанам не пришлось использовать новой техники или знаний для приготовления еды для сети. Один из виртуальных ресторанов в Далласе сообщил, что в первый день работы с сетью они заработали 7000 долларов. Большинство ресторанов, c которыми работает MrBeast Burger это Buca di Beppo, Bertucci's, Bravo! Italian Kitchens, но другие рестораны также могут заключить контракт с сетью.